# Баротраума на механичкој вентилацији
Баротраума на механичкој вентилацији је једна од добро позната компликација механичке вентилације. Иако се баротраума најчешће сусреће код пацијената са  акутним респираторним дистрес синдромом (АРДС), може се јавити и код сваког пацијента који је на механичкој вентилацији. Поред тога, баротраума се може јавити код пацијената са широким спектром основних плућних стања (нпр. астма,  хронична опструктивна болест плућа, интерстицијална болест плућа или Pneumocystis jiroveci (Pneumocystis carinii) пнеумонија.
Баротраума је некада била најчешћа и лако препознатљива компликација механичке вентилације. Међутим, сада је очигледно да баротраума представља само један од механизама који леже у основи широке категорије повреда плућа изазваних вентилатором. Као што термин сугерише, повреда плућа повезана са баротраумом је посредована повећаним алвеоларним притисцима.
Друге манифестације повреда плућа изазваних вентилатором су назване волутраума, ателектотраума и биотраума (посредоване цитокинима и хемокинима) како би одражавале главне патофизиолошке догађаје иза ове повреде.
Побољшано разумевање механизама који леже у основи повреде плућа изазване вентилатором и баротрауме чини императив за лекаре да прилагоде подешавања вентилатора како би спречили алвеоларну прекомерну дистенцију. Било је контроверзи у вези са оптималним приступом за вентилацију са заштитом плућа, али је примећена конзистентна корист са малим дисајним волуменом и без повећаног ризика са различитим нивоима позитивног притиска на крају издисаја (ПЕЕП). Док се вентилација ниског гасног волумена снажно заговара, плато притисак може бити кориснији параметар за праћење и бољи одраз ризика од баротрауме код ових пацијената.
Низак гасни волумен је ефикасна стратегија вентилације, али клиничари су били помало спори у усвајању овог приступа. Са све већим доказима који подржавају његову употребу, укупни волумен дисања који се користи код пацијената са механичком вентилацијом се временом смањивао, а тренутна пракса укључује запремине гаса које су ниже од оних које су коришћене у прошлости. Ограничавање притиска на платоу на мањем од 30 cm воде је ефикасан приступ за све пацијенте. Код вентилатора запремине, ово се најбоље постиже малим запреминама гаса. Такође се чини да приступ ограниченим притиском може бити ефикасан.

## Опште информације
У клиничкој медицини, баротраума се користи за описивање манифестација екстра-алвеоларног ваздуха током механичке вентилације. Рани описи баротрауме односе се на руптуру плућа након снажног издисаја на затвореном глотису, на пример, повреда плућа након дубоког роњења (нпр. задржавање даха током роњења бисера). Иако пацијенти који нису на механичкој вентилацији могу имати баротрауму, већина случајева се ипак јавља код пацијената који су на механичкој вентилацији.
Како је баротраума плућа је потенцијално опасна компликација по живот пацијената на механичкој вентилацији, важно је препознати и брзо деловати како би се спречила баротраума током дужег периода јер то може довести до значајног морбидитета и морталитета код пацијената интубираних у јединици интензивне неге. 

## Епидемиологија
На глобалном нивоу није доказано да међународни или географски утицаји утичу на појаву баротрауме. Све разлике су вероватно мале и вероватније је да су одраз основног статуса болести пацијената и локалних разлика у руковању  респиратором него било каквог етничког или еколошког утицаја. У великој кохорти, пацијенти са ХОБП су имали најмању инциденцу баротрауме (2,9%). Инциденција је била највећа код особа са хроничном интерстицијском болешћу плућа (10%); пацијенти са АРДС су имали средњу стопу (6,5%). Ова запажања наглашавају хетерогеност плућне болести и регионалне разлике у плућној усклађености.
Међународна мултицентрична испитивања која су укључивала пацијенте са АРДС открила су смањење инциденције баротрауме на распон од 8-15%, што је цифра упоредива са инциденцом у Сједињеним Америчким Државама. Овај пад баротрауме је такође повезан са падом морталитета од АРДС, иако овај други није исте величине као први.
Старост
Као компликација механичке вентилације, не очекује се да старост утиче на баротрауму. Међутим, инциденција акутне повреде плућа расте са годинама, посебно за особе код којих је сепса фактор ризика за развој АРДС. Додатно, треба напоменути да се плућна усаглашеност нормално смањује са годинама, а то може бити фактор ризика од баротрауме код старијих пацијената.
Раса и пол
Није пријављена етничка предиспозиција за баротрауму. Нису познате полне разлике у погледу развоја баротрауме.

## Етиологија
Баротраума плућа на механичке вентилације са позитивним притиском може довести до повећања транс-алвеоларног притиска или разлике у притиску између алвеоларног притиска и притиска у интерстицијалном простору. Повишење транс-алвеоларног притиска може довести до руптуре алвеола, што резултује продором ваздуха у екстра-алвеоларно ткиво. 
Сваки пацијент на вентилацији са позитивним притиском је у опасности од развоја плућне баротрауме. Међутим, одређене поставке вентилатора, као и специфични процеси болести, могу значајно повећати ризик од баротрауме. Када управљају респиратором, лекари и други здравствени радници морају бити свесни ових ризика како би избегли баротрауму.
Специфични процеси болести, укључујући хроничну опструктивну болест плућа (ХОБП), астму, интерстицијску болест плућа, пнеумоцистис јировеци пнеумонију и синдром акутног респираторног дистреса (АРДС), могу предиспонирати појединце на плућну баротрауму. Ове болести су повезане или са динамичком хиперинфлацијом или са лошом усаглашеношћу плућа, што оба случаја предиспонира пацијенте на повећани алвеоларни притисак и на крају баротрауму.
Пацијенти са опструктивном болешћу плућа, ХОБП и астмом су изложени ризику од динамичке хиперинфлације. Ови пацијенти имају продужену фазу издисаја и стога имају потешкоћа да издахну пуну запремину ваздуха пре него што вентилатор испоручи следећи удах. Као резултат, долази до повећања унутрашњег позитивног притиска на крају издисаја (ПЕЕП), такође познатог као ауто-позитивни притисак на крају издисаја. Хиперинфлација је прогресивна и погоршава се са сваким испорученим плимним волуменом. То доводи до прекомерне дистензије алвеола и повећава ризик од баротрауме. 
Динамичком хиперинфлацијом се може управљати смањењем брзине дисања, смањењем гасног волумена, продужавањем времена издисаја и у неким случајевима повећањем спољашњег позитивног притиска на крају издисаја на вентилатору. Статички ауто-позитивни притисак на крају издисаја се лако може измерити на вентилатору извођењем паузе издисаја; коришћењем ове методе добија се укупан позитивни притисак на крају издисаја, спољашњи позитивни притиска на крају издисаја одузет од укупног позитивног притиска на крају издисаја ће бити једнак унутрашњем позитивном притиску на крају издисаја или ауто-позитивном притиску на крају издисаја. У многим случајевима, ауто-позитивни притисак на крају издисаја доводи до асинхроније вентилатора, што може довести до повећаног ризика од баротрауме. Да би пацијент могао да покрене дах на вентилатору и да би проток започео, инспираторни мишићи морају да савладају притисак трзања. Када је присутан интринзични позитивни притисак на крају издисаја, он намеће додатну силу коју инспираторни мишићи морају да савладају да би покренули дах. У многим случајевима, ауто-позитиви притисак на крају издисаја може довести до асинхроније вентилатора, повећане дистензије алвеола и на крају до баротрауме.
Повишени притисак на платоу је можда једно од најкритичнијих мерења којих треба бити свестан. Плато притисак је притисак који се примењује на алвеоле и друге мале дисајне путеве током вентилације. Повишени притисци на платоу, посебно притисци већи од 35 см воде, повезани су са повећаним ризиком од баротрауме. Плато притисци се лако могу измерити на вентилатору извођењем инспираторног задржавања. На основу тренутних података, као и повећаног морталитета повезаног са баротраумом, АРДС  протокол предлаже одржавање притиска на платоу испод 30 см воде, код пацијената на механичкој вентилацији ради лечења АРДС-а.
Вршни притисак је притисак на платоу поред притиска потребног да се савлада отпор протока и еластични трзај плућа и зида грудног коша. Ризик од баротрауме се повећава кад год вршни притисци и притисци платоа постану повишени до истог степена.
Повишен позитивни притисак на крају издисаја (ПЕЕП) може теоретски довести до претеране дистензије здравих алвеола у регионима који нису захваћени болешћу и на крају до баротрауме. Међутим, клинички подаци нису повезивали повећан позитиванг притисак на крају издисаја са повећаним ризиком од баротрауме када се користи у комбинацији са стратегијама заштите плућа, као што су низак плимни волумен и циљни плато притисак испод 30 см воде. Ако је већи позитивни притисак на крају издисаја неопходан за оксигенацију, треба га полако титрирати уз пажљиво праћење вршног инспираторног и плато притиска.

## Патофизиологија
Добро познавање патофизиологије баротрауме код пацијената са механичком вентилацијом побољшава разумевање њених клиничких манифестација. Важно је препознати да је захваћеност плућа код особа са АРДС хетерогена и да су неки делови плућа теже погођени од других. Ово захватање може довести до неправилне дистрибуције механички испорученог гасног волумена, при чему су неке алвеоле подвргнуте већем растезању од других.
Притисци између суседних алвеола се у почетку могу изједначити, али се алвеоларни притисци на крају повећавају, стварајући градијент притиска између алвеола и суседне периваскуларне овојнице. Овај градијент може довести до руптуре алвеола у близини периваскуларног омотача, са проласком ваздуха у периваскуларни омотач и проксималном дисекцијом у медијастинум. 
Код особа са руптуром алвеола у близини периваскуларног омотача, алвеоларни ваздух се даље декомпресује сецирањем дуж линија најмањег отпора. Ови путеви укључују поткожна ткива, где ваздух производи поткожни емфизем или дуж равни ткива, што резултује пнеумоперикардом, пнеумперитонеумом или супплеуралним ваздушним цистама.
У медијастинуму, ваздух може да прати равнине ткива, стварајући пнеумомедијастинум, док повећани притисци који пуцају кроз медијастиналну плеуру производе пнеумоторакс. Ово је најтежа манифестација баротрауме, а континуирано накупљање ваздуха током механичке вентилације може напредовати до тензионог пнеумоторакса, понекад са катастрофалним последицама.
Код многих пацијената, радиографски докази баротрауме (нпр. пнеумомедијастинум) могу се приметити пре него што се појаве било какве клиничке манифестације и, свакако, пре него што се појави пнеумоторакс.
С обзиром на претходни опис, алвеоларна превелика дистензија је кључни елемент у развоју баротрауме. У том смислу, „баротраума“ је погрешан назив, јер термин указује на присуство повишених притисака у његовој патогенези. Тренутни концепти сугеришу да вентилација високог гасногг волумена производи алвеоларни поремећај који покреће горе поменути ланац догађаја.
Због тога се ВИЛИ који се види са високим гасним волуменом најтачније назива волутраума, и био је основа за клиничка испитивања која су успоставила приступ механичкој вентилацији са малим плимним волуменом.
С друге стране, трансалвеоларни притисак, мера алвеоларне дистензије, пружа још једну индикацију ризика од баротрауме. Концепт је исти, са превише проширеним алвеолама које доводе до поремећаја у алвеоларном епителу и декомпресије ваздуха као што је претходно наведено. Плато притисак даје најбољу процену трансалвеоларног притиска, а неки су тврдили да је то кључни фактор ризика за развој баротрауме.
Други аспекти вентилатором изазване повреде плућа  укључује ателектотрауму и биотрауму. 
- Ателектотраума је повреда повезана са поновљеним отварањем и затварањем (активирањем и колапсом) оштећених алвеола током механичке вентилације.
- Биотраума се односи на ослобађање инфламаторних цитокина и хемокина као резултат вентилатором изазване повреде плућа. Ови цитокини имају и плућне и системске ефекте и могу допринети морталитету.

Ова два аспекта нису имплицирана као директни узроци баротрауме, али могу допринети развоју абнормалног плућног паренхима и плућне механике, што заузврат може повећати ризик од баротрауме.
Такође је важно препознати да су ефекти вентилатором изазване повреде плућа већи код пацијената са већ постојећим плућним обољењима или оних са акутном повредом плућа (АПП) или АРДС него код особа са здравим плућима. Ове разлике се могу извући из разлика у баротрауми процењених на основу основне болести плућа.

## Клиничка слика
Клиничка слика може варирати, у распону од одсуства симптома са суптилним радиографским налазима плућног (или периваскуларног) интерстицијалног емфизема до респираторног дистреса или срчаног застоја услед великог тензионог пнеумоторакса. Остале манифестације укључују поткожни емфизем, пнеумперикард, пнеумомедијастинум, па чак и пнеумоперитонеум, појединачно или у комбинацији.

## Дијагноза
Дијагноза тензионог пнеумоторакса поставља се клинички и на њега се мора брзо реаговати без чекања на радиографију грудног коша. 

## Терапија
Лечење компликација услед баротрауме зависи од специфичнеости компликације. Пнеумоторакс, или тензиони пнеумоторакс, захтева хитну медицинску помоћ. Тензиони пнеумоторакс се мора одмах лечити декомпресијом игле. 
Знаци и симптоми тензионог пнеумоторакса укључују одсуство звукова дисања, хемодинамску нестабилност, као и симптоме бола у грудима и кратког даха. Клиничар мора да изврши хитну декомпресију иглом након чега следи постављање торакотомске цеви.
Лечење већине нетензионих облика пнеумоторакса код пацијената на механичкој вентилацији укључује постављање торакостомске цеви за евакуацију ваздуха због велике инциденце прогресије до тензионог пнеумоторакса током механичке вентилације. Када се цев за торакотомију постави, могу се извршити додатне промене на вентилатору како би се помогло у решавању пнеумоторакса. Дисајни волумен може да се смањи да би се смањио плато и вршни инспираторни притисак. ФиО2 у вентилатору може се привремено повећати како би се смањио парцијални притисак азота и помогао апсорпцији ваздуха из плеуралне шупљине и убрзао поновно ширење плућа.
Повишен позитивни притисак на крају издисаја (ПЕЕП) такође треба смањити да би се смањило прекомерно растезање алвеола, а пацијенти би требало да буду добро седирани да би се спречила асинхронија вентилатора и даља траума. 
Друге компликације, као што су поткожни емфизем, пнеумомедијастинум и пнеумоперитонеум, обично се решавају саме, а лечење је конзервативно. Конзервативно управљање укључује смањење плато притисака испод 30 см воде као и континуирано праћење. Друге стратегије за минимизирање компликација укључују смањење повишеног позитивног притиска на крају издисаја на вентилатору, коришћење седације и неуромускуларне блокаде код пацијената које је тешко синхронизовати са вентилатором и смањење вентилационих притисака. На крају крајева, најбољи начин да се спречи баротраума и компликације је ослобађање пацијента од механичке вентилације.
Тензиони пнеумомедијастинум је изузетак. Код тензионог пнеумомедијастинума, притисак у медијастинуму се значајно повећава и на крају може довести до физиолошких ефеката сличних тампонади перикарда. То може изазвати компресију великих судова и угрозити пуњење десног срца што доводи до шока и на крају до срчаног застоја. Радиографија грудног коша ће показати силуету срца која подсећа на сферу. Почетно управљање укључује промене вентилатора да би се смањио притисак у дисајним путевима и повећао ФиО2 у вентилатору на 100%. На крају је потребна хируршка медијастинална декомпресија.
Субкутани емфизем ретко може довести до компартмент синдрома. Код пацијената са хемодинамском нестабилношћу и повишеним притисцима бешике треба посумњати на компартмент синдром. Лечење укључује смањење притиска у дисајним путевима, али на крају, хируршка процена је оправдана. Хируршка декомпресија се мора обавити код свих пацијената са хемодинамском нестабилношћу јер је ово стање повезано са високом стопом морталитета.
Пацијенти који имају пнеумоперитонеум такође могу напредовати у компартмент синдром. Због високог морталитета повезаног са овим стањем, мора се обавити хитна хируршка процена. Пнеумоперитонеум због баротрауме је реткост, а треба искључити друге узроке пнеумоперитонеума, као што су руптура вискуса и траума стомака.
Хиперкапнија је један од најчешћих нежељених ефеката који се јављају када се лечи пацијент са респираторним стратегијама за заштиту плућа. Мањи плимни волумен може довести до смањене минутне вентилације, а у неким случајевима и хиперкапније. Смернице за АРДС препоручују дозвољавање пермисивне хиперкапније до пХ вредности од 7,2. Ако пХ падне испод 7,2, почетак инфузије бикарбоната би требало да буде терапијско разматрање да би се пХ исправио на 7,2.

## Прогноза
Баротраума плућа током механичке вентилације има корелацију са повећаним морбидитетом и морталитетом. Проспективна кохортна студија спроведена у 361 јединици интензивне неге у 20 земаља посматрала је исход 5.183 пацијената који су били механички вентилирани више од 12 сати. Баротраума је била присутна код 2,9% пацијената. Дошло је до повећања морталитета код пацијената који су развили баротрауму, 51 наспрам 39 процената.

## Компликације
Пацијенти који развију баротрауму као последицу механичке вентилације такође остају на интензивној и на механичкој вентилацији дужи период. Продужено време на механичкој вентилацији може довести до даљих компликација које су последица баротрауме, и/или других, укључујући пнеумонију повезану са вентилатором, делиријум, слабост стечену на интензивној нези и болничке инфекције. 